# Восстание натчезов

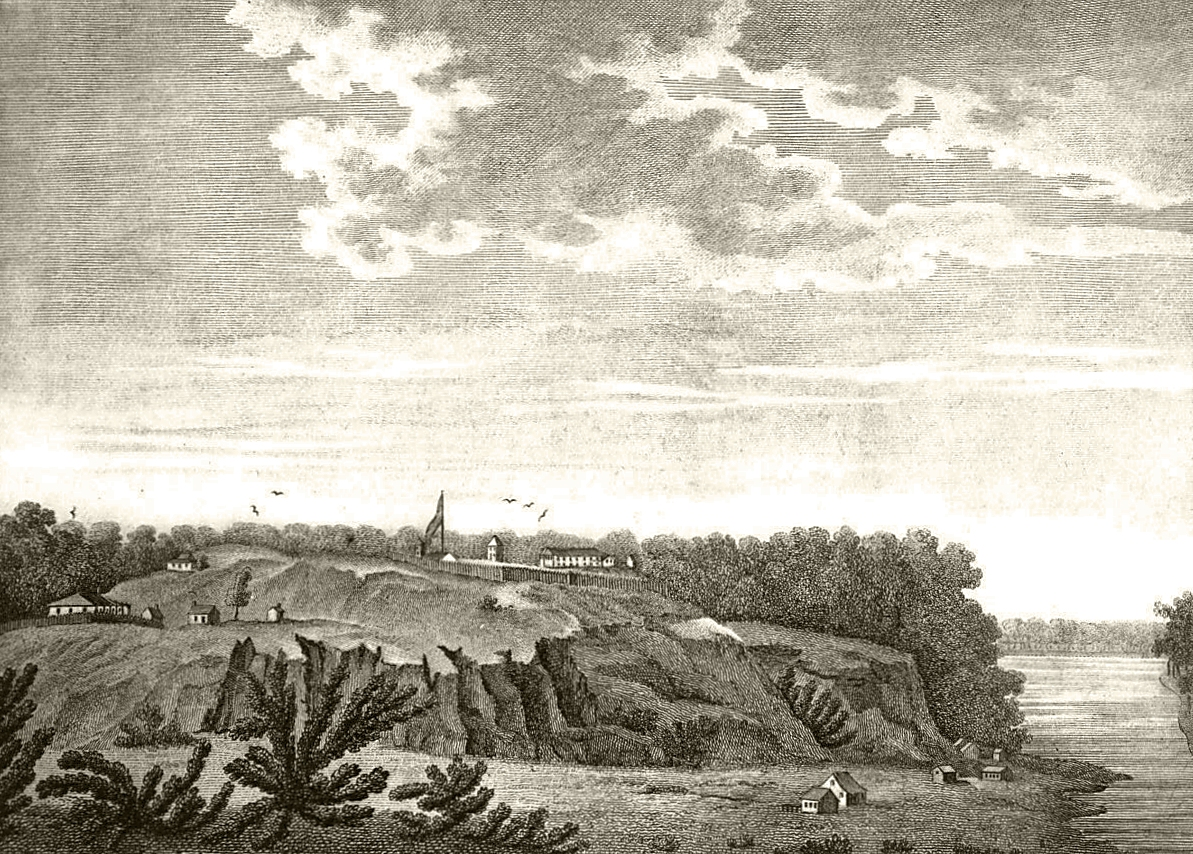
Вид на форт Натчез, из книги Жорж-Анри-Виктора Колло «Путешествие в Америку в сентябре», 1796 г.

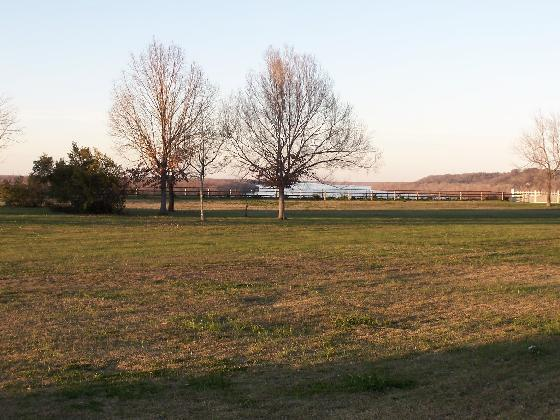
Современная территория форта Розали, 2006 г.

Восстание натчезов (англ. Natchez revolt), также известное как Натчезские войны — серия вооружённых конфликтов между натчезами и французской колонией Луизиана, произошедшая с 1716 до 1731 год в основном на территории современного американского штата Миссисипи, и окончившаяся полным разгромом индейцев. Большинство выживших натчезов были либо порабощены французами, либо примкнули к другим индейским народам. Лишь в 1741 они смогли основать собственное поселение среди верхних криков.

## Предыстория
Французские лесные бродяги и миссионеры впервые появились на берегах Миссисипи в конце 1650-х годов. В 1682 году по её водам спустилась экспедиция Рене-Робера Кавелье де Ла Саля, в состав которой входило 24 француза и 27 махикан. 25 марта 1682 года они впервые столкнулись с натчезами — встреча прошла мирно и Ла Саль объявил их союзниками Франции. Натчезы вели осёдлый образ жизни и жили в девяти полуавтономных деревнях. К началу XVIII века общая численность народа достигала 6000 человек, из которых около 1000 были воинами. Их общество было разделено на две социальные группы: знать и простолюдины. Верховным правителем народа был вождь с титулом Великое Солнце.
В феврале 1700 года братья Ле Муан и Анри де Тонти поднялись по Миссисипи до селения натчезов. Ведя переговоры с их вождём, Пьер Ле Муан д’Ибервиль не знал, что среди соседних племён туника и таэнса уже обосновались французские миссионеры ещё в 1698 году. В 1700 году к ним присоединился Жан-Франсуа Бюссон де Косме, который начал проповедовать среди натчезов. В это время они воевали с народом чикасо, который получил оружие от своих английских союзников, и натчезы рассчитывали извлечь аналогичную выгоду из своих отношений с французами. Тем не менее, английское присутствие на территории привело к расколу народа на проанглийские и профранцузские фракции.
В мае 1700 года д’Ибервиль отплыл во Францию, а его брат, Жан-Батист Ле Муан де Бьенвиль, отправился в новую экспедицию по реке Миссисипи и наткнулся на английские корабли возле Инглиш-Тёрн (англ. English Turn). Как только д’Ибервиль узнал о неожиданной встрече, он приказал построить французские поселения вдоль реки Миссисипи, чтобы удержать территорию для Франции. Владея Канадой и низовьями Миссисипи, французы имели возможность поставить под свой контроль всё течение этой огромной реки. Наиболее большими и могущественными индейскими племенами в низовьях Миссисипи являлись чикасо, чокто и натчезы, поэтому французы из новой колонии, испанцы из Флориды и англичане из Виргинии стремились утвердить своё влияние на них.

## Натчезские войны

### Первая война
Первый конфликт между французами и натчезами произошел в 1716 году и получил в историографии название Первой натчезской войны. Поднимаясь по Миссисипи в поисках золота и серебра, губернатор Луизианы Антуан Ломе де Ламот де Кадильяк остановился у поселений натчезов и встретился с вождями. Они предложили выкурить ему калюмет, но он не стал этого делать и бесцеремонно прогнал их. Лидеры натчезов были оскорблены поступком губернатора и решили, что  он хочет войны. Обнаружив возле своих селений четырёх французов, натчезы убили их, сочтя шпионами.
Кадильяк послал своего лейтенанта Жан-Батиста Ле Муана де Бьенвиля чтобы наказать натчезов. Отряд Бьенвиля состоял всего из 34 солдат и 15 матросов. Не располагая большими силами, он не собирался вступать с натчезами в открытый бой. Заманив вождей племени в свой лагерь, он сделал их заложниками и предъявил свои требования — выдать преступников, напавших на французов. Несколько случайных натчезов из пробританских селений были казнены, но это не удовлетворило Бьенвиля. Он приказал предать смерти вождей, ответственных за смерть французов, и возместить все потери до 1 июля 1716 года. Вожди согласились с предъявленными условиями. 7 июня Бьенвиль заключил мир с натчезами, а позднее, были казнены двое воинов и двое вождей племени. В рамках условий мирного соглашения натчезы пообещали предоставить рабочую силу и материалы для строительства французского форта. 3 августа 1716 года возведение укрепления было завершено, он был назван форт Розали. 28 августа 1716 года, оставив Жака Барбазу де Пайу комендантом нового форта, Бьенвиль покинул земли натчезов. Казнь вождей и случайных воинов привела к дальнейшему ухудшению отношений между французами и натчезами.

### Вторая война
Западной компании, основанной шотландцем Джоном Лоу, были дарованы монопольные права на торговлю с Луизианой. Плодородные земли вдоль реки Миссисипи обещали расцвет плантаций, и многие богатые французы стремились вложить свои деньги в развитие луизианского земледелия. В 1717 году колонисты основали форт и торговый пост на территории современного города Натчез. К этому времени гарнизон форта состоял из 60 солдат, а в окрестностях росло число белых поселенцев, крупных табачных плантаций и небольших ферм, на земле, приобретённой у натчезов. Вскоре предприятие Джона Лоу обанкротилось, но освоение Французской Луизианы было уже не остановить — большое количество белых поселенцев и чернокожих рабов продолжало прибывать в низовья Миссисипи.
Отношения между натчезами и колонистами в целом были дружественными, некоторые французы женились и имели детей с индейскими женщинами, но чем больше разрастались поселения французов, тем чаще происходили стычки и ссоры между колонистами и аборигенами. Именно небольшие ссоры явились толчком к началу очередных франко-натчезских войн. Вторая война началась 21 октября 1722 года, когда несколько индейских воинов обстреляли из засады инспектора концессии Сен-Катрин сьёра Гено, известного своим плохим отношением к натчезам. Гено смог добраться до плантации и поднять тревогу. Между французами и натчезами начались вооружённые столкновения. Бьенвиль, получив известие о новой войне с натчезами, спешно выслал вверх по Миссисипи вооружённый отряд под командованием Пайона. Французов встретил Татуированный Змей, один из главных вождей натчезов. Он заявил, что люди его селения желают мира с белыми, а вся вина лежит на натчезах из других деревень. Пайон потребовал возместить поселенцам убытки и согласился заключить перемирие..
Через некоторое время Татуированный Змей отправился в Новый Орлеан на встречу с Бьенвилем. 6 ноября 1722 года вождь покинул столицу Луизианы, получив большие подарки, среди которых были бочонок пороха, восемь ружей, шесть топоров, 16 дюжин ножей, 200 фунтов пуль и 100 фунтов свинца, вторая натчезская война закончилась. В её ходе было убито и ранено 6 индейцев, убито 2 солдата и один негр, а также несколько рабов и колонистов ранено. Последней жертвой этой войны стал Гено — раненый в первый день противостояния, он скончался в Новом Орлеане от гангрены.

### Третья война
Несмотря на усилия вождя натчезов Татуированного Змея конфликты между индейцами и белыми поселенцами продолжились. Установить, что послужило причиной третьей франко-натчезской войны так и не удалось. По одним источникам, французы сами спровоцировали конфликт, по другим — поводом послужила кража натчезами скота у поселенцев. Несмотря на мелочность и неясность причины, последствия третьей войны оказались очень серьёзными.
29 сентября 1723 года Жан-Батист Ле Муан де Бьенвиль выступил из Нового Орлеана во главе флотилии из четырёх лодок и нескольких пирог. Его сопровождала рота французских солдат и отряд канадцев, по пути к нему присоединились воины-туника, а у форта Розали чокто и язу, которых возглавлял знаменитый вождь Красная Обувь. Чтобы отличить своих индейских союзников от натчезов, Бьенвиль распорядился надеть им на руки повязки.
Татуированный Змей встретил Бьенвиля и заверил его в невиновности жителей своих селений — Большого и Муки. Губернатор Луизианы повёл свой отряд на поселение Белое Яблоко, общая численность его войска составила около 700 человек. При звуках стрельбы натчезы бежали из селения, которое вскоре было сожжено Бьенвилем. На следующий день губернатор разделил свои силы: один отряд, под руководством Пайона, вернулся в Белое Яблоко, чтобы закончить разрушение селения; второй, Бьенвиль повёл на Григру, которую затем основательно разорил. Та же участь постигла и селение Йензенаке. Двухдневный рейд французов стоил натчезам 60 человек убитыми и ранеными. Мир был восстановлен после казни одного из вождей натчезов.

## Великое восстание

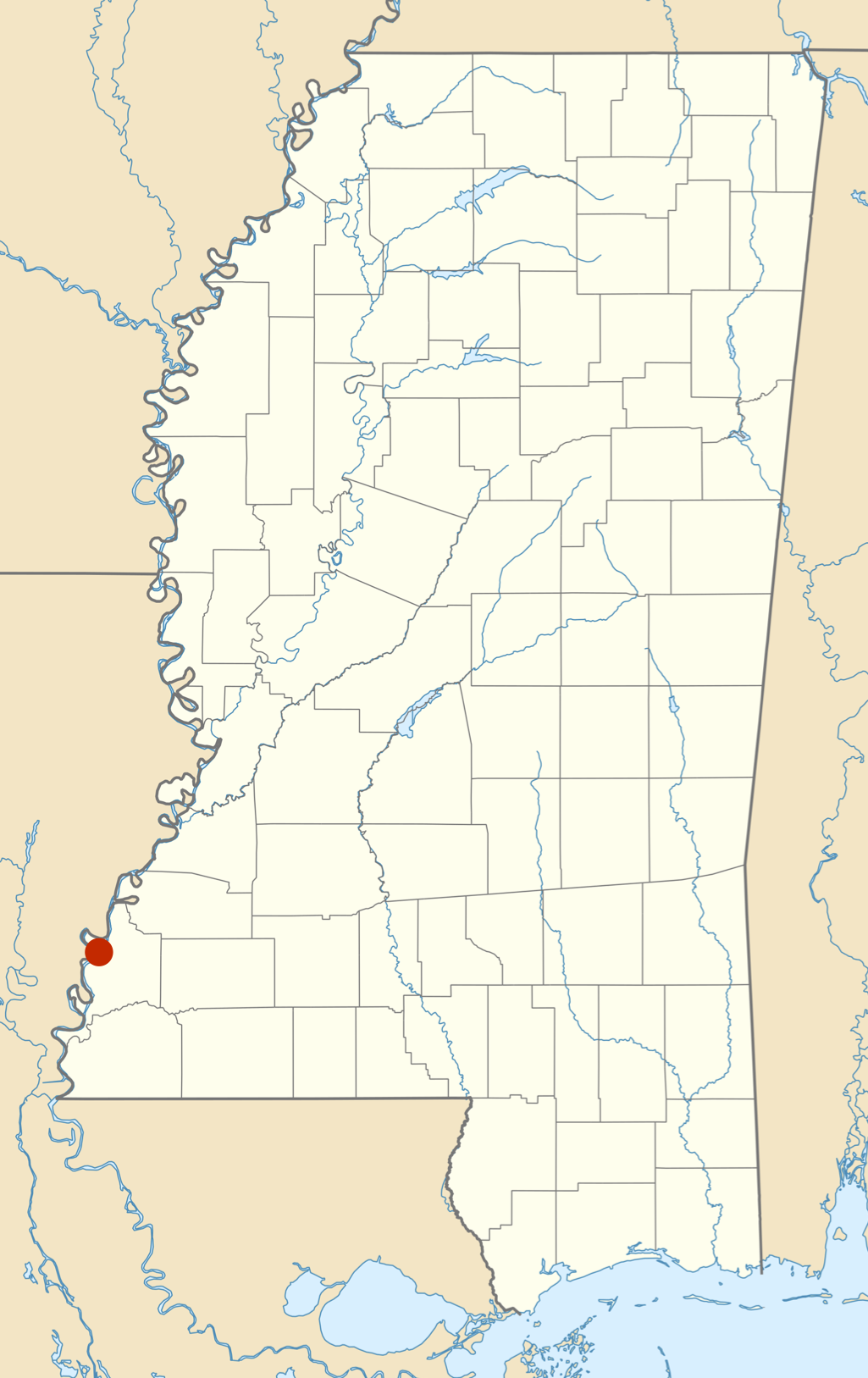
Восстание проходило на территории современного Национального исторического парка Натчез в городе Натчезе, штат Миссисипи.

1 июня 1725 года скончался Татуированный Змей, последние годы влиятельный вождь был известен как миротворец и дипломат, пытающийся избежать большой войны с белыми людьми. Его смерть лишила французов необходимого посредника, способного устранять постоянно возникающие конфликты между натчезами и колонистами.
Франция продолжала активно осваивать низовья Миссисипи, в Луизиану прибывало всё больше поселенцев. В 1725 году произошли перемены в руководстве колонией — Бьенвиль отбыл во Францию, а на посту губернатора его сменил вначале Пьер Дюге де Буабриан, а позже, в августе 1726 года — Этьен Перье. Новый губернатор порвал с политикой Бьенвиля по дипломатическому взаимодействию с соседними племенами, включая натчезов, и отказался признать право индейцев на их традиционные земли.
В 1728 году скончались Старый Вождь Муки и верховный вождь натчезов Великое Солнце, приемником которого стал молодой и неопытный племянник, неспособный контролировать фракции племени. Наиболее влиятельными людьми в этот период стали вожди, придерживающиеся пробританской ориентации. В 1729 году комендантом форта Розали назначается сьёр де Шепар, имеющий славу высокомерного тирана, оскорбляющего одинаково индейцев, поселенцев и солдат. Весной 1729 года де Шепар потребовал от натчезов очистить под новую плантацию землю, на которой находились 80 домов и храм Солнца. Когда натчезы начали протестовать против захвата их территории под плантацию, де Шепар сказал, что сожжёт храм, в котором находились могилы их предков. В ответ на эту угрозу Великое Солнце обещал уступить землю, но только в том случае, если им дадут до окончания сбора урожая перенести свой храм и могилы предков. Де Шепар согласился дать им время в обмен на шкуры, масло, птицу и зерно — просьбу, которую натчезы пообещали выполнить позже.
После того, как комендант форта Розали объявил натчезам о их удалении со своей земли в ближайшем будущем, индейцы начали готовиться к нападению на французов, позаимствовав огнестрельное оружие у некоторых колонистов с обещаниями отправиться на охоту и поделиться дичью с владельцами оружия. Некоторые французские мужчины и женщины узнав, что натчезы планируют нападение, сообщили де Шепару, но тот отказался им верить и даже заковал их в кандалы. Утром 29 ноября 1729 года натчезы прибыли в форт Розали с кукурузой, медвежьим жиром, домашней птицей и оленьими шкурами, также неся с собой калюмет, хорошо известный символ мира. Увидев это, комендант приказал освободить из под стражи людей, предостерегавших его о нападении, чтобы они сами убедились в своей неправоте. Пока де Шепар принимал дары, 30 воинов открыли огонь по солдатам. Услышав выстрелы, натчезы на соседних плантациях набросились на французов, убивая мужчин и захватывая женщин и детей. Убитых обезглавливали и скальпировали, беременных женщин и матерей с младенцами также убивали на месте. Де Шепар пытался спрятаться, но его схватили и забили до смерти дубинками. Серьёзное сопротивление индейцам оказали только восемь французов, засевших в доме Ла Луара де Урсена. Они яростно отстреливались весь день, убив восемь натчезов. Сам Ла Луар в момент начала восстания ехал верхом и услышав шум, поскакал к своему дому, но по пути был атакован индейцами. Он смог убить четверых из нападавших, прежде чем погиб сам. Эти 12 воинов и составили все потери натчезов.
Согласно сделанным подсчётам миссионера отца Филибера, убито было 229 французов — 138 мужчин, 35 женщин и 56 детей, ещё около 300 были захвачены в плен. Натчезы пощадили всего двух мужчин — возчика по имени Майё, которого заставили перевозить захваченную добычу по индейским селениям, и портного Ле Бо, его заставили перешивать французскую одежду для новых хозяев. Форт, табачные плантации и жилища колонистов были преданы огню. Натчезы обезглавили мёртвых французов и принесли отрубленные головы к ногам вождя Великое Солнце, оставляя тела на растерзание хищным птицам и собакам.

## Ответ Франции

### Кампания Ле Сьёра и де Лубуа
Новости о нападении на форт Розали достигли Нового Орлеана 2 декабря и местные жители начали паниковать. Город зависел от продовольствия из Иллинойса, а поставки по реке Миссисипи оказались под угрозой из-за потери форта Розали. После нападения на форт, Этьен Перье решил, что для безопасности и процветания Луизианы необходимо полностью уничтожить натчезов , однако сил для организации полномасштабной кампании у него было немного. Гарнизон Нового Орлеана состоял из 60 человек, призванное на службу ополчение насчитывало ещё 150 человек. Особые опасение у губернатора вызывала позиция чокто, так как до него доходили слухи, что они готовы примкнуть к восстанию, кроме того, в Мобиле произошла ссора между комендантом Дироном д’Артагиэтом и верховным вождём племени Минго Чито. Перье запретил въезд делегации чокто в город, опасаясь, что они используют предлог дружественного визита, чтобы начать напасть на французов. Также он поручил Жан-Полю Ле Сьёру добиться объединения с чокто для совместной экспедиции против натчезов. Направив Ле Сьёра к чокто, губернатор поручил другому своему офицеру, Анри де Лубуа, возглавить войско и двинувшись вверх по Миссисипи, добиться возвращения всех пленных. Под началом де Лубуа находились 90 французских солдат, 110 ополченцев и 300 воинов из числа дружественных индейцев.
Ожидая прибытия Ле Сьёра, он выслал на разведку пятерых солдат под командованием офицера Мезпле. Им было поручено поручено обнаружить местонахождения натчезов, встретиться с их лидерами и договориться об освобождении пленников. Индейцы захватили французов и потребовали большой выкуп за освобождение женщин, детей и солдат. Де Лубуа отказался от переговоров и попавшие в плен солдаты были убиты. Мезпле пытали трое суток, чтобы он попросил пощады, но тот погиб, не издав не звука. Натчезы ожидали атаки де Лубуа с низовьев реки, сделав укрепления и установив пушки, захваченные в форте, но первый удар нанесли чокто, явившиеся с Ле Сьёром с севера. Они убили от 60 до 100 натчезов и освободили 59 французов и 106 негров, потеряв при этом двух человек убитыми и семь ранеными.
Узнав о прибытии Ле Сьёра, де Лубуа повёл своё войско и прибыл к селению натчезов 8 февраля 1730 года. Обустроившись и укрепив свой лагерь, 14 февраля французы атаковали селение натчезов. Бои и стычки длились почти две недели, сменяясь переговорами, пока в ночь с 25 на 26 февраля индейцы не скрылись, покинув своё укреплённое поселение. Предав огню Большое селение, французы двинулись в обратный путь. Натчезы, захваченные чокто и туника, были переданы губернатору и проданы в рабство, а некоторых публично замучили до смерти в Новом Орлеане.

### Экспедиция Перье
Обосновавшись на западном берегу Миссисипи в районе Ред-Ривер, натчезы продолжили нападать на французов и дружественных им индейцев. В июле 1730 года около сотни их воинов атаковали негров, которые рубили деревья под присмотром 20 солдат в 8 км от форта Розали, спастись удалось только двум белым и пятерым чернокожим. Позднее, натчезы совершили набег на сам форт Розали, который французы отстроили заново. В августе в колонию прибыло небольшое количество солдат из Франции, которых возглавлял Антуан-Алексис Перье де Сальве, брат губернатора. Под руководством Этьена Перье теперь находилось 1200 солдат и 800 ополченцев.
28 декабря экспедиция, которую возглавил сам губернатор, выступила к устью Ред-Ривер на поиски натчезов. 20 января 1731 года индейские союзники французов обнаружили укреплённое селение противника. На следующий день Перье атаковал индейский форт. 24 января верховный вождь Великое Солнце предложил французам мир и согласился встретиться с губернатором. На переговорах он, а также два других вождя, были схвачены и превращены в заложников. Обеспокоенный тем, что экспедиция может затянуться, Перье пообещал Великому Солнце, что все сдавшиеся натчезы сохранят жизнь. 25 января, согласно официальному рапорту губернатора Луизианы, 45 мужчин и 450 женщин и детей сдались и были взяты в плен, но остальные натчезы смогли скрыться. Перье сжёг форт, хижины и каноэ натчезов и 29 января двинулся в обратный путь. Пленники, среди которых находилась вся элита племени, с триумфом были доставлены в Новый Орлеан. Часть женщин и детей была продана в рабство в самом городе, а 291 человек были высланы в Сан-Доминго.

### Сражение при форте Сен-Жан-Батист
После окончания экспедиции Перье разрозненные остатки натчезов постепенно объединились в три группы. Меньшая из них стала проживать вместе с чикасо, две другие группы остались на берегах Миссисипи и продолжали нападать на французов. 14 июня 1731 года натчезы атаковали деревню туника, племени, которое всегда поддерживало французов. Селение находилось в осаде пять дней, пока натчезы не отступили. Потери среди женщин и детей неизвестны, погибло 20 воинов туника и примерно столько же было ранено, при этом они убили 33 натчеза и троих из нападавших взяли в плен.
После нападения на туника натчезы решили отомстить другим союзникам Франции — натчиточесам, которые проживали около форта Сен-Жан-Батист на северо-западе современного американского штата Луизиана. Комендантом форта являлся Луи Антуан Жюшеро де Сен-Дени, франкоканадский исследователь и военнослужащий, который разрешал споры между местными индейскими племенами и имел на них огромное влияние. Натчезы уверяли Сен-Дени, что хотят его посредничества в установлении мирных отношений с Францией и хотели войти в форт, чтобы доставить пленную француженку. Комендант отказал им, сообщив, что лишь десяти воинам позволит зайти вместе с белой пленницей. Разъярённые тем, что их планы раскрыты, натчезы сожгли пленницу, а сам форт взяли в осаду.
Сен-Дени имел в своём распоряжении всего 40 солдат и 20 поселенцев, но ему удалось отправить гонца за помощью. Натчиточесы готовы были выступить проти врагов, но воинов среди них было не более 40 человек. Опасаясь более многочисленных натчезов, они покинули своё селение, потеряв в стычке четырёх человек. Захватив опустевшую деревню, натчезы укрепились в ней. Заручившись поддержкой натчиточесов, Сен-Дени получил также помощь от племён атакапа и хасинай, вдобавок к нему присоединились 14 испанцев. Утром 5 октября войско Сен-Дени атаковало натчезов, которые потерпели сокрушительное поражение — лишь около 30 семей смогли вернуться к берегам Миссисипи, остальные были убиты или захвачены в плен.

## Итоги
Войны с натчезами способствовали освобождению Перье от должности губернатора Луизианы — король Франции Людовик XV в 1732 году отозвал его в Европу. Место Перье занял Жан-Батист Ле Муан де Бьенвиль, которого король считал более опытным в общении с лидерами индейских племён.
Оставшиеся в живых натчезы постепенно оседали среди чикасо, традиционных союзников британцев. Упорное стремление Бьенвиля окончательно расправиться с натчезами стало одной из причин того, что французская колония, выйдя из одной серии индейских войн, без перерыва вошла во вторую, ещё более тяжёлую. Чтобы попытаться избежать войны с Францией, чикасо согласились изгнать натчезов из своих селений, но своего обещания сдержать не смогли, и Бьенвиль организовал кампанию против них в 1736 году, начав Вторую войну с чикасо.
К началу 1740-х годов оставшиеся натчезы переехали жить к чероки и верхним крикам, превратившись в рассеянных беженцев, и  перестали существовать как политическое образование. Среди чероки они проживали в отдельной деревне в Северной Каролине. На территории криков натчезы основали своё поселение на берегу реки Таллахатчи и позднее активно участвовали в Войне Красных Палок. Немногие натчезы, укрывшиеся на берегах Миссисипи, постепенно смешались с местными племенами, большинство их потомков проживало среди таэнса. Вместе с приютившими их племенами, они были депортированы американским правительством на Индейскую территорию. В 1907 году в Оклахоме проживали пять человек, способных говорить на языке натчезов.